# Trịnh Tú Văn
Trịnh Tú Văn (giản thể: 郑秀文; phồn thể: 鄭秀文; bính âm: Zhèngxiùwén; Việt bính: Zeng6 Sau3-man4; tên tiếng Anh: Sammi Cheng Sau-man, sinh ngày 19 tháng 8 năm 1972) là một nữ ca sĩ kiêm diễn viên người Hồng Kông. Là một trong những ca sĩ nhạc pop hàng đầu ở Hồng Kông, doanh số bán album của cô đã đạt hơn một triệu bản trên toàn châu Á. Với những đóng góp không ngừng nghỉ trong ngành công nghiệp âm nhạc ở Hồng Kông (đã cho ra mắt 35 album phòng thu, 10 album lưu diễn, và các sản phẩm âm nhạc khác, cùng 200 chuyến lưu diễn trên khắp thế giới), cô được giới truyền thông đặt biệt danh là Thiên hậu của dòng nhạc Cantopop.
Bên cạnh sự nghiệp ca hát, cô cũng có những đóng góp không nhỏ trong ngành điện ảnh và trong suốt ba thập kỉ hoạt động, cô đã tham gia diễn xuất qua hơn 40 bộ phim ăn khách tại Hồng Kông từ những năm 2000, và được khán giả biết đến từ những bộ phim hài lãng mạn do cô đóng chính.

## Cuộc đời và sự nghiệp

### 1972 - 1988: Thời niên thiếu trước khi khởi đầu sự nghiệp
Trịnh Tú Văn trước đây có tên tiếng Anh là Twinnie Cheng. Trái với suy nghĩ của nhiều người, "Twiny" không phải là tên khai sinh của cô. Cái tên này xuất hiện khi Trịnh Tú Văn vẫn còn đi học và giáo viên tiếng Anh của cô ấy muốn mọi người trong lớp có một tên tiếng Anh. Khi Trịnh Tú Văn quay sang nhờ chị gái giúp đỡ, chị gái của cô đã nghĩ ra cái tên "Twiny". Tên này sau đó được đổi thành "Sammi" vì "Sammi" nghe hơi giống "Sau Man". Trịnh Tú Văn được giáo dục tại trường tiểu học SKH St. Peter và trường trung học công lập Đặng Triệu Kiên Victoria.
Cô có ba chị gái và một em trai. Hai chị em của cô là sinh đôi.

### 1988 - 1990: Giai đoạn bước chân vào lĩnh vực ca hát
Trịnh Tú Văn bước vào làng giải trí năm 16 tuổi thông qua Giải thưởng ca hát tài năng mới năm 1988.
Mặc dù cô đứng thứ ba trong cuộc thi, công ty thu âm tài trợ Capital Artists đã nhìn thấy tiềm năng của cô và đề nghị cô ký hợp đồng thu âm. . Trịnh Tú Văn vào thời điểm đó vẫn còn đi học và phải cân bằng việc học với sự nghiệp ca hát đang lên của mình. Cô đã phát hành 3 album phòng thu đầy đủ trước khi rời ghế nhà trường: " Sammi", "Kỳ nghỉ" và "Không bao giờ quá muộn". Một trong những giải thưởng lớn đầu tiên của cô là 1990 Giải thưởng 10 bài hát vàng hàng đầu của RTHK
, nơi cô được công nhận là gương mặt tiềm năng mới tốt nhất. Một trong những giải thưởng lớn đầu tiên của cô là Giải thưởng 10 bài hát vàng hàng đầu RTHK năm 1990, nơi cô được công nhận là một triển vọng mới xuất sắc nhất.
Trịnh Tú Văn tận dụng sự chú ý nhận được từ bản song ca của cô ấy với nghệ sĩ Hứa Chí An, "Thực Ra Trong Lòng Anh Có Em Không?" (其實你心裡有沒有我), đoạt giải Top 10 Jade Solid Gold năm 1993 với bài hát đó. Nữ ca sĩ Hồng Kông họ Trịnh sau đó đã trải qua một sự thay đổi, nhuộm tóc màu cam, thay đổi phong cách. Album phòng thu thứ 4 của cô "Sammi's Happy Maze" (鄭秀文的快樂迷宮) cũng đã được phát hành, bao gồm đĩa đơn ăn khách "Chotto Matte" (Chotto 等等), nghĩa là 'chờ một chút' trong tiếng Nhật. Hình ảnh mới của cô ấy rất phù hợp với đĩa đơn mới, là bản làm lại từ một bài hát tiếng Nhật của Ohguro Maki. Thành công đã giúp Trịnh Tú Văn và thúc đẩy sự nghiệp ca hát của cô. Năm 1994, cô tiếp tục tận dụng hình ảnh mới, hoang dã của mình. Album đầu tiên của cô trong năm đó là "Đại báo thù" (大報復). Album bao gồm bản hit "Ding Dong" (叮噹), bài hát đã trở thành một trong những bài hát đặc trưng của Sammi. Nhưng với sự nổi tiếng mới của cô ấy cũng có rất nhiều phản ứng dữ dội từ giới truyền thông. Các nhà phê bình cho rằng Sammi đã cố tình tây hóa tiếng Quảng Đông của mình. Thay vì nói "Ding Dong", cô phát âm nó là "Deen Dong". Bất chấp những lời chỉ trích, bài hát là một trong những bài hát khiêu vũ nổi tiếng nhất năm đó. Năm 1994, đoạn cắt thiếu tế nhị và gây tranh cãi của "Mười điều răn" (十誡) đã bị cấm trên đài phát thanh trong vài ngày sau khi bản nhạc được phát sóng lần đầu, bao gồm cả những đoạn nhỏ có thể được coi là nhạc phim khiêu dâm. Năm 1995, Trịnh Tú Văn biến mất khỏi tầm mắt công chúng trong gần nửa năm. Cuối năm đó, có thông tin tiết lộ rằng Warner Music Group đã ký hợp đồng với cô. Cô để màu tóc đen trở lại và tạm rũ bỏ hình ảnh gợi cảm từng có.

## Danh sách phim

### Điện ảnh
| Năm  | Phim                                    | Vai diễn         |
| ---- | --------------------------------------- | ---------------- |
| 2022 | Lost Love                               | Tin Mei          |
| 2021 | Her Story                               | Main role        |
| 2021 | The Day We Lit Up The Sky               | Cameo appearance |
| 2019 | Fagara                                  | Xia Ru Shu       |
| 2019 | First Night Nerves                      | Yuen Sau Ling    |
| 2019 | Midnight Drive                          | Mrs.Yung         |
| 2019 | Fatal Visit                             | Ling             |
| 2019 | I Love You, You're Perfect, Now Change! | Cameo appearance |
| 2018 | Agent Mr Chan                           | Sammi Cheng      |
| 2017 | Love Contractually                      | Katrina          |
| 2016 | Mission Milano                          | Cameo appearance |
| 2015 | Triumph in the Skies                    | T.M.             |
| 2014 | Temporary Family                        | Charlotte        |
| 2013 | Blind Detective                         | Ho Ka-tung       |
| 2013 | Boundless                               |                  |
| 2012 | Romancing in Thin Air                   | Sau              |
| 2008 | Lady Cop & Papa Crook                   | Molline Szeto    |
| 2005 | Everlasting Regret                      | Wang Qi-yao      |
| 2004 | Enter the Phoenix                       | Cameo appearance |
| 2004 | Magic Kitchen                           | Yau              |
| 2004 | Yesterday Once More                     | Mrs. To          |
| 2003 | Love for All Seasons                    | Midget           |
| 2003 | Good Times, Bed Times                   | Carrie           |
| 2003 | Infernal Affairs III                    | Mary             |
| 2003 | 1:99                                    |                  |
| 2002 | Marry a Rich Man                        | Ah Mi            |
| 2002 | My Left Eye Sees Ghosts                 | May              |
| 2002 | Infernal Affairs                        | Mary             |
| 2001 | Wu Yen                                  | Wu Yen           |
| 2001 | Fighting for Love                       | Deborah          |
| 2001 | Love on a Diet                          | Mini Mo          |
| 2000 | Needing You...                          | Kinki            |
| 2000 | Summer Holiday                          | Summer Koo       |
| 1998 | The Lucky Guy                           | Candy            |
| 1997 | Killing Me Tenderly                     | Cindy            |
| 1996 | Feel 100%                               | Cherrie          |
| 1996 | Feel 100% ... Once More                 | Yen              |
| 1992 | Best of the Best                        | Heidi            |

### Truyền hình
| Năm  | Phim                                                | Vai diễn                       |
| ---- | --------------------------------------------------- | ------------------------------ |
| 1991 | Life of His Own 浪族闊少爺                          | 施敏                           |
| 1992 | File of Justice 壹號皇庭                            | Josephine Fong Ka Kei (方家琪) |
| 1993 | The Vampire Returns 大頭綠衣鬥疆屍                  | 飄雪/飄紅/Kitty                |
| 1994 | Journey of Love 親恩情未了                          | 張家慧                         |
| 1995 | Detective Investigation Files II 刑事偵緝檔案 II    | Ivy                            |
| 1999 | Man's Best Friend 寵物情緣                          | Susan                          |
| 2002 | The Monkey King: Quest for the Sutra 齊天大聖孫悟空 | 觀音大士                       |

## Danh sách đĩa nhạc
Album tiếng Quảng Đông
- Sammi (1990)
- Holiday (1991)
- Never Too Late (1992)
- Happy Maze (1993)
- Ten Commandments (1994)
- Lost Memory (1994)
- After (1995)
- Can't Let You Go (1995)
- Missing You (1996)
- Passion (1996)
- Our Theme Song (1997)
- Living Language (1997)
- Feel So Good (1998)
- Listen to Sammi (1999)
- Love You So Much (1999)
- Ladies First (2000)
- Love Is... (2000)
- Shocking Pink (2001)
- Tender (2001)
- Becoming Sammi (2002)
- Wonder Woman (2002)
- La La La (2004)
- Sammi vs. Sammi (2004)
- Faith (2009)
- Love is Love (2013)
- Fabulous (2016)
- Believe in Mi (2018)
- Listen To Mi (2021)

Album tiếng Quan thoại
- Worth It (1996)
- Waiting for You (1997)
- I Deserve (1999)
- To Love (2000)
- Complete (2001)
- Letting Go (2002)
- Beautiful Misunderstanding (2003)
- Faith (2010)
- Nude (2017)